# Jeanne (Vorname)
Jeanne ist ein weiblicher Vorname.

## Herkunft, Bedeutung und Verbreitung
Jeanne ist die französische Variante des Namens Johanna und bedeutet „der Herr ist gnädig“. Namenstag ist der 30. Mai.
Der Name Jeanne stammt aus Frankreich und dem französischen Sprachraum, hat sich von dort aber auch in den englisch- und deutschsprachigen Raum verbreitet.
Zu einer Liste der Namensvarianten in anderen Sprachen siehe Johanna. Eng verwandte und von Jeanne abgeleitete (Diminutiv-)Varianten sind Jeannie, Jeannette, Jeanette oder Jeanine.

## Namensträgerinnen

### Im Mittelalter und der frühen Neuzeit
- Jeanne de Belleville (auch: Jeanne de Clisson, 1300–1359), französische Piratin
- Jeanne de Ferrette (1300–1351), Herzogin von Österreich
- Jeanne de Bourbon (1338–1378), französische Königin
- Jeanne d’Arc (um 1412–1431), französische Nationalheldin
- Jeanne des Armoises († nach 1457), französische Hochstaplerin
- Jeanne de Laval (1433–1498), französische Adelige
- Jeanne Hachette(um 1455), Heldin von Beauvais in Frankreich
- Jeanne de Valois (1464–1505), Königin von Frankreich
- Jeanne de Hochberg (um 1485–1543), regierende Gräfin von Neuchâtel
- Jeanne van der Gheynst (um 1500–1541), Geliebte Kaiser Karls V.
- Jeanne d’Albret (1528–1572), Königin von Navarra
- Jeanne du Monceau de Tignonville (1555–1596), französische Adelige
- Jeanne de Chantal (1572–1641), Heilige der katholischen Kirche
- Jeanne Mance (1606–1673), französische Krankenpflegerin
- Jeanne Vergouwen (1630–1714), flämische Malerin
- Jeanne-Marie Bouvier de La Motte Guyon (1648–1717), französische Mystikerin
- Jeanne Delanoue (1666–1736), französische Ordensgründerin und Heilige der katholischen Kirche
- Jeanne Baptiste d’Albert de Luynes (1670–1736), französische Adelige
- Jeanne Dumée (um 1680–1706), französische Astronomin und Autorin
- Jeanne-Agnès Berthelot de Pléneuf (1698–1727), französische Adelige
- Jeanne d’Urfé (1705–1775), französische Okkultistin
- Jeanne-Marie Leprince de Beaumont (1711–1780), französische Romancière und Autorin
- Jeanne-Antoinette Poisson (1721–1764), bekannter als Madame de Pompadour
- Jeanne-Catherine Quinault (1725–1812), französische Adelige
- Jeanne Baret (1740–1807), französische Naturforscherin
- Jeanne de Saint-Rémy (auch: Jeanne de La Motte-Valois, 1756–1791), französische Adelige
- Jeanne Campan (auch: Jeanne L. H. Genet, 1752–1822), Hofdame Marie Antoinettes
- Jeanne von Brühl (1756–1816), deutsche Landschaftsarchitektin
- Jeanne Labrosse (1775–1847), französische Luftfahrtpionierin
- Jeanne Jugan (1792–1879), französische Nonne und Heilige der katholischen Kirche
- Jeanne Fery, französische Dominikanernonne

### In der Neueren und neuesten Geschichte
- Jeanne d’Alcy (1865–1956), französische Schauspielerin
- Jeanne Arth (* 1935), US-amerikanische Tennisspielerin
- Jeanne Atkins (* um 1950), US-amerikanische Politikerin (Demokraten)
- Jeanne Aubert (1900–1988), französische Sängerin und Schauspielerin
- Jeanne d’Autremont (1899–1979), französische Schachspielerin
- Jeanne Balibar (* 1968), französische Schauspielerin und Sängerin
- Jeanne Bal (1928–1996), US-amerikanische Schauspielerin
- Jeanne Bates (1918–2007), US-amerikanische Schauspielerin
- Jeanne Baxtresser (* 1947), US-amerikanische Flötistin
- Jeanne Behrend (1911–1988), US-amerikanische Pianistin
- Jeanne de Berg (* 1930), eigentlich Catherine Robbe-Grillet, französische Schriftstellerin
- Jeanne Bessert (um 1817–1856), Schweizer Mordopfer
- Jeanne Birdsall (* 1951), US-amerikanische Kinderbuchautorin
- Jeanne-Irène Biya (1935–1992), kamerunische Präsidentengattin
- Jeanne Black (1937–2014), US-amerikanische Country-Sängerin
- Jeanne Blum (1899–1982), französische Pädagogin
- Jeanne Borchard (19. Jahrhundert), französische Philatelistin
- Jeanne Bourgouis (Mistinguett, 1875–1956), französische Schauspielerin und Sängerin
- Jeanne Bouvier (1865–1953), französische Gewerkschafterin und Feministin
- Jeanne Bucher (1872–1946), französische Kunsthändlerin und Galeristin
- Jeanne Calment (1875–1997), französische Altersrekordhalterin
- Jeanne Carmen (1930–2007), US-amerikanisches Model und Schauspielerin
- Jeanne Carroll (1931–2011), US-amerikanische Blues- und Jazzsängerin
- Jeanne Germaine Castang (1878–1897), französische Nonne und Selige der katholischen Kirche
- Jeanne Chauvin (1862–1926), französische Rechtsanwältin und Feministin
- Jeanne Cherhal (* 1978), französische Singer-Songwriterin
- Jeanne Collonge (* 1987), französische Triathletin
- Jeanne Cooper (1928–2013), US-amerikanische Schauspielerin
- Jeanne Coyne (1923–1973), US-amerikanische Tänzerin und Schauspielerin
- Jeanne Cuisinier (1890–1964), französische Ethnologin
- Jeanne Crain (1925–2003), US-amerikanische Schauspielerin
- Jeanne-Marie Darré (1905–1999), französische Pianistin
- Jeanne Demarsy (1865–1937), französische Schauspielerin
- Jeanne Demessieux (1921–1968), französische Musikerin und Komponistin
- Jeanne Renée Deneuve (1911–2021), französische Schauspielerin und Synchronsprecherin
- Jeanne Dusseau (1893–1979), kanadische Opernsängerin (Sopran)
- Jeanne Eagels (1890–1929), US-amerikanische Schauspielerin
- Jeanne Eder-Schwyzer (1894–1957), Schweizer Frauenrechtlerin
- Jeanne Essoh (* 1990), ivorische Fußballnationalspielerin
- Jeanne Evans (1924–2012), US-amerikanische Schauspielerin
- Jeanne Faust (* 1968), deutsche Künstlerin
- Jeanne Flanagan (* 1957), US-amerikanische Ruderin
- Jeanne de la Fonte (1898–1933), französische Schauspielerin
- Jeanne Fredac (* 1970), französische Künstlerin
- Jeanne Gang (* 1964), US-amerikanische Architektin
- Jeanne Marie von Gayette-Georgens (1817–1895), preußische Schriftstellerin und Pädagogin
- Jeanne D’arc Girubuntu (* 1995), ruandische Radsportlerin
- Jeanne-Claude de Guillebon-Javacheff (1935–2009), französisch-US-amerikanische Künstlerin
- Jeanne Gnago (* 1984), ivorische Fußballnationalspielerin und langjährige Mannschaftskapitänin
- Jeanne Golay (* 1962), US-amerikanische Radrennfahrerin
- Jeanne Nicole Griffin (* 1978), US-amerikanische Schauspielerin
- Jeanne Haag (* 1983), französische Fußballspielerin
- Jeanne Halbwachs (1890–1980), französische Feministin und Pazifistin
- Jeanne Hatto (1879–1958), französische Opernsängerin (Sopran)
- Jeanne Hébuterne (1898–1920), französische Malerin und Modell
- Jeanne Hersch (1910–2000), Schweizer Philosophin
- Jeanne M. Holm (1921–2010), Generalmajorin der US Air Force
- Jeanne Immink (1853–1929), niederländische Alpinistin
- Jeanne Marie Labourbe (1877–1919), französische Kommunistin
- Jeanne Lamon (1949–2021), US-amerikanisch-kanadische Violinistin und Dirigentin
- Jeanne Landry (1922–2011), kanadische Musikerin
- Jeanne Lanvin (1867–1946), französische Modeschöpferin
- Jeanne Lapoirie (* 1963), französische Kamerafrau
- Jeanne Lee (1939–2000), US-amerikanische Sängerin
- Jeanne Leleu (1898–1979), französische Komponistin und Pianistin
- Jeanne Little (1938–2020), australische Entertainerin und Fernsehmoderatorin
- Jeanne Macherez (1852–1930), französische Krankenschwester und Kriegsheldin
- Jeanne Mammen (1890–1976), deutsche Malerin
- Jeanne Mandello (1907–2001), deutsch-jüdische Fotografin
- Jeanne Marken (1895–1976), französische Schauspielerin
- Jeanne Marni (1854–1910), französische Schriftstellerin
- Jeanne Martin Cissé (1926–2017), guineische Politikerin
- Jeanne Mas (* 1958), französische Popsängerin
- Jeanne Matthey (1886–1980), französische Tennisspielerin
- Jeanne Moreau (1928–2017), französische Schauspielerin und Sängerin
- Jeanne Murray (1923–2013), US-amerikanische Schauspielerin
- Jeanne Mori (20. Jahrhundert), Schauspielerin
- Jeanne Niquille (1894–1970), Schweizer Archivarin und Schriftstellerin
- Jeanne L. Noble (1926–2002), US-amerikanische römisch-katholische Theologin
- Jeanne Oidtmann-van Beek (* 1946), deutsche Übersetzerin
- Jeanne Marie Omelenchuk-Robinson (1931–2008), US-amerikanische Eisschnellläuferin
- Jeanne Paquin (1869–1936), französische Modeschöpferin
- Jeanne Arland Peterson (1921–2013), US-amerikanische Jazzpianistin
- Jeanne Peiffer (* 1948), luxemburgische Mathematikhistorikerin
- Jeanne Pérez (1894–1975), französische Schauspielerin
- Jeanne Piland (* 1945), US-amerikanische Sängerin (Mezzosopran)
- Jeanne Pruett (* 1937), US-amerikanische Country-Sängerin und -Songwriterin
- Jeanne Pulver (* 1951), Schweizer Schauspielerin
- Jeanne Roland (* 1942), britische Schauspielerin und Model
- Jeanne Roques (1889–1957), französische Schauspielerin, Regisseurin und Autorin
- Jeanne Rubner (* 1961), deutsche Journalistin und Autorin
- Jeanne de Salzmann (1889–1990), französisch-schweizerische Tänzerin und Esoterikerin
- Jeanne Samary (1857–1890), französische Schauspielerin
- Jeanne Sauvé (1922–1993), kanadische Politikerin und Journalistin
- Jeanne Schmahl (1846–1915), französische Feministin
- Jeanne Berta Semmig (1867–1958), deutsche Schriftstellerin
- Jeanne Shaheen (* 1947), US-amerikanische Politikerin (Demokraten)
- Jeanne C. Stein (20. Jahrhundert), US-amerikanische Schriftstellerin
- Jeanne Stern (1908–1998), deutsch-französische Übersetzerin und Drehbuchautorin
- Jeanne Streicher (1880–1963), französische Romanistin
- Jeanne Tremsal (* 1977), deutsch-französische Schauspielerin
- Jeanne Trimborn (1862–1919), belgische Frauenrechtlerin
- Jeanne Tripplehorn (* 1963), US-amerikanische Schauspielerin
- Jeanne de Rothschild (1874–1929), französische Unternehmerin
- Jeanne Rij-Rousseau (1870–1956), französische Künstlerin
- Jeanne de Vietinghoff (1875–1926), belgisch-schweizerische Schriftstellerin
- Jeanne Weber (1875–1910), französische Serienmörderin